# Mihail Bakunjin
Mihail Aleksandrovič Bakunjin (ruski: Михаил Александрович Бакунин; Prjamuhino, 30. svibnja 1814. – Bern, 13. lipnja 1876.) bio je ruski anarhistički revolucionar.

## Životopis
Mihail Aleksandrovič Bakunjin rodio se 30. svibnja 1814. godine u ruskom selu Prjamuhinu u plemićkoj obitelji. Nakon kratke karijere u vojsci 1835. godine odlazi na studij u Moskvu gdje vrijeme provodi u društvu s Bjelinskim, Hercenom i Ogarevim, upoznaje se s klasičnim njemačkim idealizmom, a osobito s Hegelovom filozofijom. Godine 1840. odlazi u Njemačku gdje se pod utjecajem lijevih hegelijanaca razvijaju njegovi radikalni pogledi. Nešto kasnije u Parizu se upoznaje s Proudhonom i Marxom, stupa u kontakt s poljskim emigrantima i teži stvaranju demokratske federacije slavenskih naroda. U prosincu 1848. godine objavljuje Apel Slavenima, a u lipnju te iste godine Marx objavljuje lažni izvještaj da je Bakunjin ruski agent koji je odgovoran za uhićivanje Poljaka. Njegovo strasno propagiranje demokracije i anti-kolonijalizma učinilo ga je "javnim neprijateljem br. 1" u većini europskih monarhija. Zbog govora u kojem je poduprio nezavisnost Poljske prognan je iz Francuske. Sudjeluje i u praškom, zatim i u drezdenskom ustanku nakon kojega 1849. godine biva uhićen i osuđen na smrt, pa pomilovan na doživotnu robiju. Godine 1851. izručen je Rusiji, gdje gotovo sedam godina provodi u tamnicama petropavlovske tvrđave u Šliseljburgu, a kada je pušten iz zatvora prognan je u Sibir. 5. listopada 1858. godine oženio se s mladom poljskom djevojkom Antoniom Kwiatkowskom i otišao za Irkutsk. Nakon deportacije 1861. godine bježi iz Sibira te preko Japana i Sjedinjenih Američkih Država dolazi u London. 
Sljedeće tri godine posvetio se borbi za poljsku nezavisnost, a 1862. objavljuje djelo Mojim ruskim, poljskim i drugim slavenskim prijateljima. Osnivač je Internacionalnog Bratstva i Saveza Revolucionarnih Socijalista 1866. godine. 1867. godine piše Federalizam, Socijalizam i Anti-teologizam. 1868. godine pridružuje se Međunarodnom udruženju radnika (poznatom i kao Prva Internacionala), federaciji radikalnih i sindikalnih organizacija sa sekcijama u većini europskih zemalja. 
Vrlo brzo njegove ideje su se razvile i postao je konačno poznati pobornik anarhizma. Iako se slagao s dobrim dijelom Marxove ekonomske teorije, nije se slagao s njegovim stavovima prema državi. Dok je Marx vjerovao da se socijalizam može izgraditi preuzimanjem države, odnosno "diktaturom proletarijata", anarhisti na čelu s Bakunjinom su željeli ukidanje države istovremeno s ukidanjem kapitalizma, te zamjenu iste federacijom koja bi koordinirala djelovanje komuna, ali bez prava na donošenje obvezujućih odluka. Poznata je njegova misao "Sloboda bez socijalizma je privilegija i nepravda, socijalizam bez slobode je ropstvo i brutalnost".   
Tijekom 1869. Bakunjin surađuje s radikalnim mladim revolucionarom Sergejem Nečajevim koji zastupa tezu da revoluciju treba voditi tajno društvo predanih i bezosjećajnih revolucionara - što je naišlo na osudu većine suvremenika, a i sam se Bakunjin sredinom 1870. ograđuje od Nečajeva i njegovih metoda. Ipak, na Haaškom kongresu Internacionale, 7. rujna 1872. biva izbačen upravo zbog organiziranja Alijanse za socijalnu demokraciju - u to vrijeme tajnog međunarodnog udruženja koje je djelovalo unutar Internacionale. 1870. godine objavljuje Pisma Francuzu, a 1871. Pariška komuna i pojam države te Mazzinijeva politička teorija i Internacionala. 1873. godine objavljuje Etatizam i anarhija. Sudjelovao je i u ustancima u Lyonu (1870.), Španjolskoj (1873.) i Bologni (1874.). Iscrpljen životnom borbom, Bakunjin umire u Švicarskoj 1. srpnja 1876. u gradu Bernu.  
Iako je pisao manifeste, članke i knjige, on nikada nije završio nijedno krupnije djelo. Kako je Bakunjin prvenstveno bio aktivist, on bi ih prekidao, često usred rečenice, da bi odigrao ulogu u borbama, štrajkovima i pobunama. Ono što je ostavio u naslijeđe je zbirka fragmenata. Utjecaj Bakunjina na socijalistički i posebno anarhistički pokret je ogroman i traje do danas.

## Najpoznatija djela
- Bog i Država
- Pariška komuna i pojam Države
- Nemoral države
- Što je autoritet
- Kapitalistički sistem
- Marksizam, Sloboda i Država
- Revolucionarni katekizam
- Klasni rat
- Federalizam, Socijalizam i Anti-teologizam
- Filozofska razmatranja o božanstvenoj utvari
- Pisma Francuzu